# Fernan Lake Village
Fernan Lake Village est une ville américaine située dans le comté de Kootenai en Idaho. Elle est une municipalité depuis le 15 juillet 1957.

## Démographie
| 1960 | 1970 | 1980 | 1990 | 2000 | 2010 |
| ---- | ---- | ---- | ---- | ---- | ---- |
| 134  | 179  | 178  | 170  | 186  | 169  |

Selon le recensement de 2010, Fernan Lake Village compte 169 habitants pour une superficie de 0,07 mille carré (0,18 km2).